# Familiereünie
Familiereünie (Frans: Réunion de famille of Portraits de famille) is de titel van een schilderij van Frédéric Bazille. Dit schilderij uit 1867 geldt als een van de hoogtepunten in het oeuvre van Bazille. Tegenwoordig maakt het deel uit van de collectie van het Musée d'Orsay.

## Voorstelling
Bazille was afkomstig uit een welgestelde familie uit Montpellier in het zuiden van Frankrijk. De schilder, die sinds 1862 in Parijs woonde en werkte, bezocht zijn familie in de zomer van 1867 in Méric, het familielandgoed aan de rand van Montpellier. Daar begon hij in de openlucht aan dit grote familieportret. Later dat jaar voltooide hij het in zijn atelier in Parijs, wellicht mede aan de hand van portretfoto's.
Bazille heeft tien van zijn familieleden op het terras afgebeeld, in de schaduw van enkele kastanjebomen. De lucht en de achtergrond, waar Castelnau-le-Lez te zien is, zijn zonovergoten, maar de afgebeelde personen bevinden zich in gefilterd licht. Van links naar rechts zijn te zien: een zelfportret van de schilder, zijn oom Eugène des Hours, zijn moeder Camille Vialars, zijn vader Gaston Bazille, het echtpaar Emile Teulon en Pauline des Hours (zijn nicht), zijn tante Adrienne Vialars, zijn nicht Thérèse des Hours, zijn broer Marc Bazille, diens verloofde Suzanne Tissié en zijn nicht Camille des Hours. Twee jaar later bewerkte hij het schilderij, waarbij hij onder andere over enkele hondjes op de voorgrond een wat gekunsteld stilleven schilderde.
Bij het schilderen van dit schilderij is Muziek in de Tuilerieën van Édouard Manet een bron van inspiratie geweest voor Bazille. Er zijn enkele opvallende parallellen aan te wijzen. Zo schilderden beide kunstenaars uiterst links een staand zelfportret dat gedeeltelijk schuil gaat achter een ander persoon. Daarnaast is de pose van de moeder van Bazille te vergelijken met die van de linker dame in het geel op Muziek in de Tuilerieën. Deze dame in het geel, Valentine Lejosne, was een nicht van Bazilles moeder. Ten slotte staan op beide schilderijen ijzeren stoelen op de voorgrond afgebeeld. Op de Familiereünie kijken op drie na alle personen de toeschouwer aan. Op Manets schilderij is dat veel minder het geval, waardoor dit laatste werk een minder stijve uitstraling heeft.
Bazille diende Familiereünie in voor de Parijse salon van 1868, waarvoor het tot zijn verbazing werd geaccepteerd, terwijl schilderijen van bijvoorbeeld Monet geweigerd werden. Bazille was bevriend met Monet en Renoir en bewonderde hun werken in de buitenlucht. Over zijn uitverkiezing voor de Salon merkte Bazille op: "ik weet niet hoe, het is waarschijnlijk dat men zich vergist heeft."

## Herkomst
- tot 1905: in het bezit van de familie Bazille.
- 1905: aangekocht door de staat met medewerking van Marc Bazille, broer van de schilder. Het werk wordt tentoongesteld in het Musée du Luxembourg.
- 1929: overgebracht naar het Louvre.
- 1947: overgebracht naar de Galerie nationale du Jeu de Paume.
- 1986: overgebracht naar het Musée d'Orsay.

## Afbeeldingen

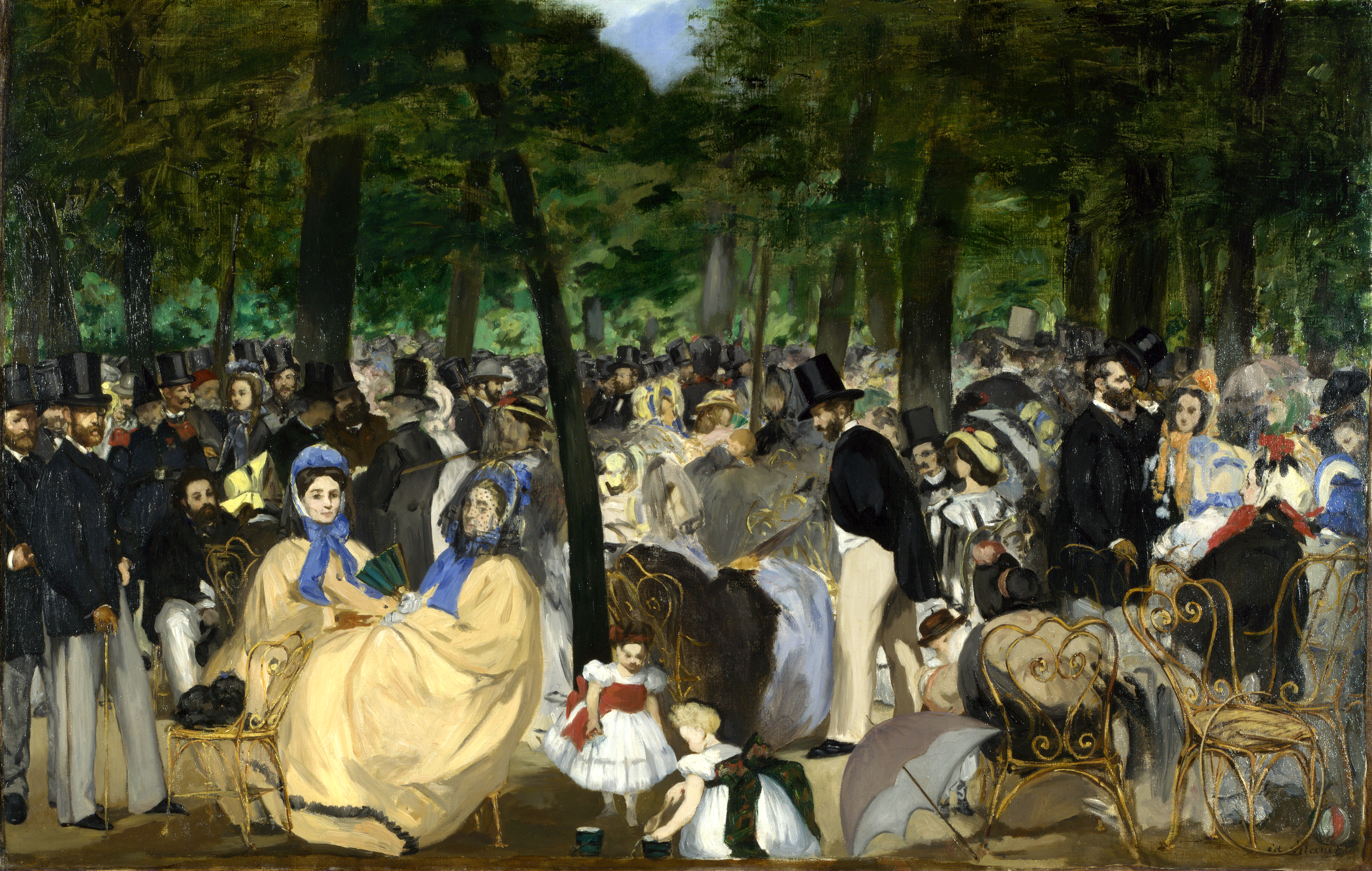
Muziek in de Tuilerieën - Édouard Manet (1862)